# Hauptstraße 110 und 108 (Bergheim)
Die beiden Häuser auf der Hauptstraße Nr. 110 und 108 (auch „Das Ochsenaugenhaus und das Eulenhaus“ genannt) sind historisch wertvolle Bauten und befinden sich in der Kreisstadt Bergheim im Rhein-Erft-Kreis in Nordrhein-Westfalen.

## Ochsenaugenhaus
Zwei Ochsenaugen blicken vom Giebel auf die Besucher hinunter. Das Haus an der Hauptstraße 110 ist ein zweistöckiger Putzbau aus dem Jahr 1828 mit einer zum Aachener Tor hin angebrachten Toreinfahrt. Ein Stein über dem Türeingang nennt das Erbauungsjahr. Die vierachsige Giebelseite besitzt an den Rändern Eckpilaster. Uns ist auch einiges über das frühere Gebäude und seine Bewohner bekannt. Der Bäcker Reiner Linden wohnte 1799 in diesem Haus. Seine Tochter Anna Elisabeth hatte 1815 den aus Mülheim stammenden Bäcker Josef Reiner Löhr geheiratet. Seit ihrer Eheschließung betrieb Josef Reiner Löhr das Bäckerhandwerk im Hause seines Schwiegervaters in Bergheim. 1828 nahm er den Neubau des Hauses Nr. 110 vor.

## Eulenhaus
Das Nachbarhaus Nr. 108 entstammt der Zeit um 1900. Es beherbergt heute die Verbraucherzentrale. Wie Fotos aus der Zeit der ersten Hälfte des 20. Jahrhunderts zeigen, besaß ursprünglich die gesamte Fassade eine ausgeprägte Putzverzierung und trug damit zum Schmuck der Häuserzeile bei. Leider hat sich davon lediglich der zur Straße hin gelegene Dachgiebel erhalten. Den Dachgiebel der alten Fassade krönte eine etwa 50 Zentimeter hohe Eulenskulptur. Darum trug dieses Haus auch den Namen „Ühlehuus“, Eulenhaus. Die Fassade fiel einem Bombenangriff im Zweiten Weltkrieg zum Opfer.